# Liste der Monuments historiques in Clichy
Die Liste der Monuments historiques in Clichy führt die Monuments historiques in der französischen Gemeinde Clichy auf.

## Liste der Bauwerke
| Bezeichnung                         | Beschreibung | Standort                                    | Kennzeichnung | Schutzstatus | Datum | Bild           |
| ----------------------------------- | ------------ | ------------------------------------------- | ------------- | ------------ | ----- | -------------- |
| Kirche St-Médard                    |              | 94, boulevard Jean-Jaurès (Lage)            | PA00088097    | Inscrit      | 1969  | weitere Bilder |
| Lagerhalle des Kaufhauses Printemps |              | 69, boulevard du Général-Leclerc (Lage)     | PA00088172    | Inscrit      | 1991  | weitere Bilder |
| Maison du Peuple                    |              | 39, 41, boulevard du Général-Leclerc (Lage) | PA00088098    | Classé       | 1983  | weitere Bilder |
| Pavillon Vendôme                    |              | 7, rue du Landy 93, rue Maître (Lage)       | PA00088099    | Classé       | 1983  | weitere Bilder |

## Liste der Objekte

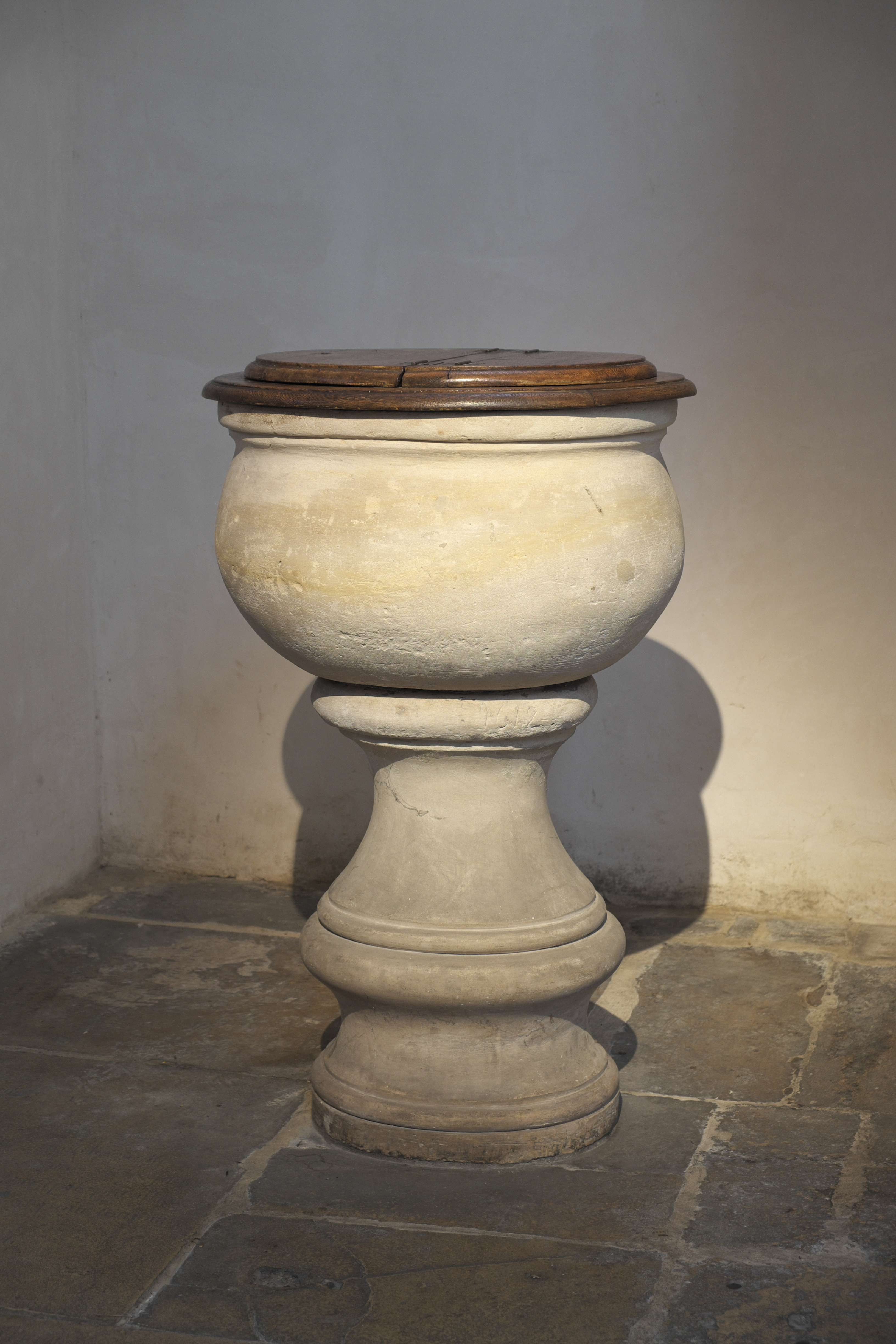
Taufbecken aus dem Jahr 1612 in der Kirche St-Médard

- Monuments historiques (Objekte) in Clichy in der Base Palissy des französischen Kultusministeriums